# Frédéric Dindeleux
Frédéric Dindeleux (Rijsel, 16 januari 1974) is een voormalig Frans voetballer. Dindeleux was een centrale verdediger.

## Biografie
Dindeleux is een jeugdproduct van Lille OSC. In 1993 stroomde hij door naar de A-kern, waar hij in zes jaar tijd 128 wedstrijden voor het eerste elftal speelde. In 1999 trok hij naar het Schotse Kilmarnock FC, waar hij zes jaar actief was.
In 2005 haalde de kersverse Belgische eersteklasser Zulte Waregem Dindeleux binnen. Met de West-Vlaamse club won hij in zijn eerste seizoen de Beker van België en overwinterde hij een seizoen later in de UEFA Cup. Na drie seizoenen in het Regenboogstadion werd zijn contract echter niet verlengd, waardoor Dindeleux een contract voor twee seizoenen tekende bij tweedeklasser KV Oostende. Daar hield hij het na één seizoen al bekeken. In 2009 trok hij naar derdeklasser KMSK Deinze, waar hij in 2012 zijn spelerscarrière afsloot.